# 贝尔特海姆
贝尔特海姆是德国莱茵兰-普法尔茨州的一个市镇。总面积24.85平方公里，总人口1953人，其中男性953人，女性1000人（2011年12月31日），人口密度79人/平方公里。